# Konstal 105Ng/S
Konstal 105Ng/S je novostavba polské tramvaje nahrazující vozy Konstal 105Na, které byly ve špatném technickém stavu. Výroba probíhala v ústředních dílnách ve Štětíně na přelomu let 2000 a 2001, celkem bylo vyrobeno 12 vozů.

## Historie
Některé tramvaje 105Na nebylo finančně výhodné modernizovat, a to především z důvodu jejich špatného technického stavu. Proto byla vyvinuta nová vozová skříň a typ s touto skříní byl označen jako 105Ng/S. Prakticky se tedy jedná o novou tramvaj, vozy jsou však vedeny jako modernizované původní tramvaje 105Na.

## Konstrukce
Konstal 105Ng/S je jednosměrný čtyřnápravový motorový tramvajový vůz. Podlaha vozu se nachází výšce 915 mm nad temenem kolejnice. Interiér vozu je přístupný třemi dveřmi v pravé bočnici. Jedná se o dvoukřídlé, vně výklopné dveře s poptávkovým otevíráním cestujícími. V salonu pro cestující se nacházejí laminátová sedadla rozmístěná systémem 1+1, topení je zapuštěno v bočnicích, vozy jsou standardně vybaveny elektronickým informačním systémem s digitálními panely. Některé tramvaje obdržely polopantograf.

## Dodávky tramvají
Na přelomu let 2000 a 2001 bylo vyrobeno 12 vozů 105Ng/S. Všechny tramvaje jsou v provozu ve Štětíně.
| Současný stát | Město  | Článek | Typ     | Roky dodávek | Počet vozů | Evidenční čísla při dodání                                                     | Poznámky                                         | Zdroj |
| ------------- | ------ | ------ | ------- | ------------ | ---------- | ------------------------------------------------------------------------------ | ------------------------------------------------ | ----- |
| Polsko        | Štětín | článek | 105Ng/S | 2000–2001    | 12         | 779II, 780II, 1001II, 1002II, 1005II, 1006II, 745II, 746II, 755II, 757II–759II | v roce 2015 byly modernizovány na typ 105Ng/2015 | [ 1 ] |